# 23 прихованих факти про капіталізм
23 прихованих факти про капіталізм (англ. 23 things they don't tell you about capitalism) — книжка Ха-Юн Чанґа, лектора Кембриджського університету, автора Kicking Away the Ladder: Development Strategy in Historical Perspective та міжнародного бестселера «Злі самаритяни». Перша публікація датується 1 вересня 2011 року. В 2018 перекладена українською мовою видавництвом «Наш формат» (перекладач — Олександр Купріянчук).

## Огляд книги
Починаючи з 2008 року Ха-Юн Чанґ був постійним та затятим критиком невдач діючої економічної системи.
У книзі «23 прихованих факти про капіталізм» викладено двадцять три положення, що спростовують принципи неоліберального капіталізму. Книга вийшла в світ після кризи 2008 року, яка, за твердженням Чанґа, стала наглядним прикладом його критики процесів глобалізації та вільної торгівлі. Критицизм варіюється від більш загальних зауважень, таких як «компанії не повинні функціонувати суто в інтересах власників» та до специфічних — «пральна машина змінила світ в більшій мірі ніж інтернет».
Автор не просто руйнує міфи, але й подає альтернативний погляд на світ, включаючи наступні твердження: — Такого явища як «вільний ринок» не існує; — Глобалізація не сприяє збагаченню світу; — В бідних країнах рівень підприємництва вищий ніж в багатих; — Високооплачувані менеджери не дають кращих результатів.
Ми не можемо надалі сприймати речі якими вони є та залишати все без змін, тому автор намагається показати нам кращі шляхи та можливості.
Якщо ви коли-небудь запитували себе чому не вдалось передбачити економічний колапс, Ха-Юн Чанґ має для вас відповідь: ми просто не цікавимось чи все нам відомо про неолібералізм. Чанґ є найкращим критиком суспільства рівних можливостей, але водночас не є анти-капіталістом. Він визнає недоліки планової економіки і описує капіталізм як найгіршу систему, крім всіх інших систем.
У розділі «Як відновити світову економіку» автор підсумовує викладені принципи, виступаючи за таку систему капіталізму, де уряд наділений більшим рівнем контролю над економікою та, виражаючи власну настороженість щодо неоліберального капіталізму з помірним втручанням уряду, що, на його думку, й спровокувало економічну кризу 2008 року. Він пропонує своє бачення того, як ми можемо змусити капіталізм працювати на людей і не стати рабами ринку.

## Переклад українською
- Ха-Юн Чанґ. 23 прихованих факти про капіталізм / пер. Олександр Купріянчук. К.: Наш Формат, 2018. - 296 c. - ISBN 978-617-7552-75-7